# Eichhornia azurea
Eichhornia azurea, comúnmente camalote, jacinto del agua anclado o tarope (Bolivia), "aguapé" "aguapey" o aguapé guazú (Argentina), es una especie de planta acuática  nativa de Sudamérica muy conocida como generadora de nutrientes para la fertilización de suelos; sin embargo, ha sido también introducida en otras partes del mundo donde se ha convertido en especie invasora.

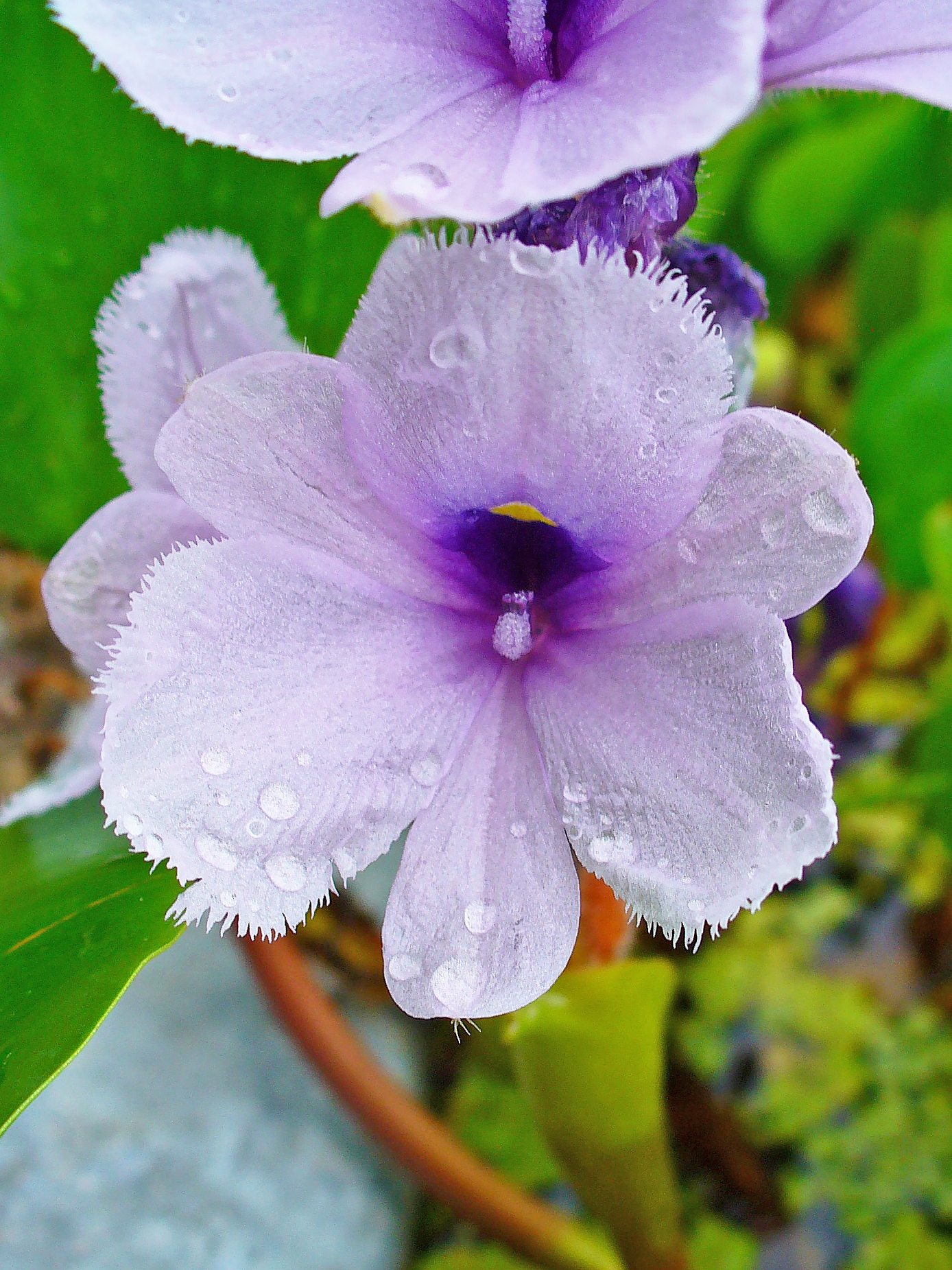
Detalle de la flor

## Descripción
Es una planta arraigada de hojas flotantes. Tiene tallos elongados ascendentes hasta la superficie del agua; hojas sumergidas caulinares, dísticas, alternas, sésiles, lineares y como una cinta (especímenes normalmente colectados sin hojas sumergidas). Hojas pecioladas con pecíolos fuertemente doblados, que sostienen láminas más o menos emergentes desde tallos flotantes; láminas de 7 a 17 cm, cuneadas a truncadas en la base.  La inflorescencia es una espiga densamente glandular pubescente. Flores blancas o violeta (azules cuando secas) con una gran mancha de color morado oscuro hacia la garganta del tubo en el lóbulo central superior del perianto y un pequeño punto amarillo justo abajo de la mancha morada; lóbulos del perianto de 13 a 25 mm, los márgenes erosos. Florece de mayo a octubre, noviembre en el sur de México, Bolivia y Argentina.
La Eichhornia azurea tiene flores más grandes que la más conocida Eichhornia crassipes, es pubescente, con los pecíolos no hinchados y los tallos arraigados en el suelo.

## Taxonomía
Eichhornia azurea fue descrita por (Kunth) Solms  y publicado en Enumeratio Plantarum Omnium Hucusque Cognitarum 4: 129. 1843.
Etimología
Eichhornia: nombre genérico que fue otorgado en honor de Johann Albrecht Friedrich Eichhorn (1779-1856), ministro prusiano de Educación y Bienestar Social, asesor judicial y político.
azurea: epíteto latíno que significa "de color azul profundo"
Sinónimos
- Pontederia azurea Sw., Prodr. Veg. Ind. Occ.: 57 (1788).
- Piaropus azureus (Sw.) Raf., Fl. Tellur. 2: 82 (1837).
- Pontederia aquatica Vell., Fl. Flumin. 3: 144, t. 164 (1829).
- Piaropus tricolor Raf., Fl. Tellur. 2: 81 (1837).
- Piaropus undulatus Raf., Fl. Tellur. 4: 121 (1838).
- Pontederia tumida Willd. ex Kunth, Enum. Pl. 4: 129 (1843).
- Eichhornia azurea var. rhizantha Seub. in C.F.P.von Martius & auct. suc. (eds.), Fl. Bras. 3(1): 90 (1847).
- Eichhornia aquatica (Vell.) Schltdl., Abh. Naturf. Ges. Halle 6: 177 (1862).[6]